# کولیما (منطقه)

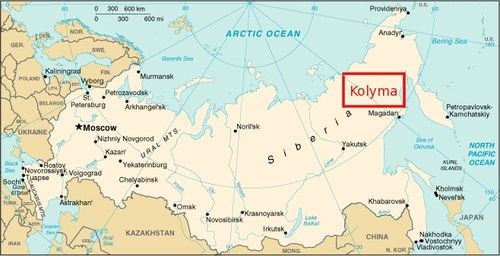
مکان تقریبی منطقه کولیما

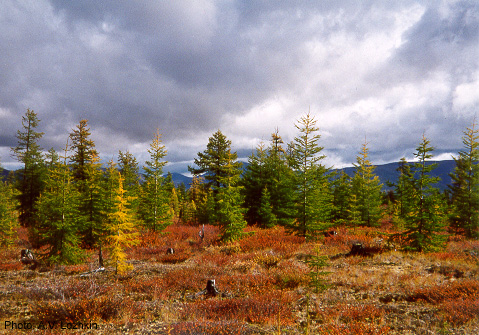
منطقه کولیما، واقع در شمال شرقی سیبری، نزدیک قطب

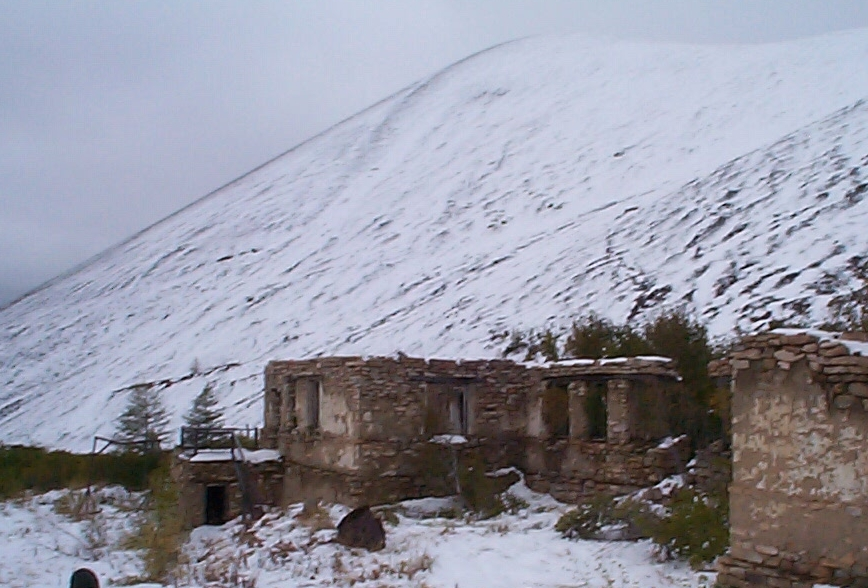
یک اردوگاه کار و اصلاح (گولاگ) در منطقه کولیما

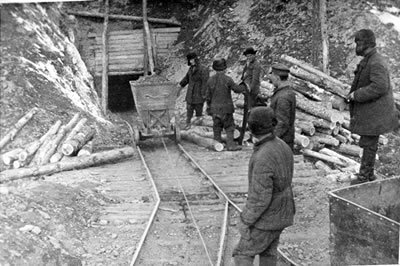
زندانیان درحال کار در یک معدن طلا در منطقه کولیما

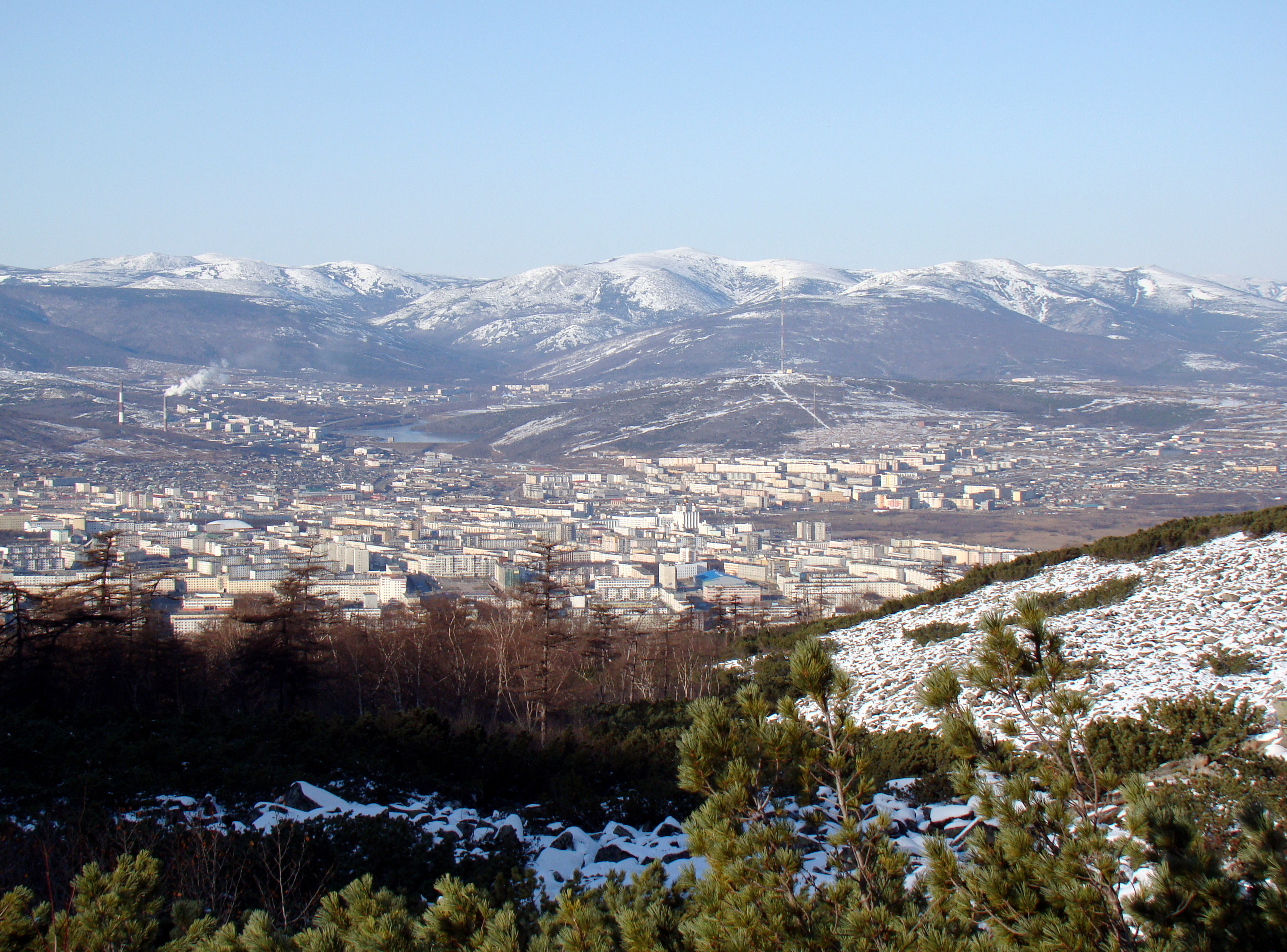
منظره ماگادان: مهمترین شهر منطقه کولیما

کولیما منطقه‌ای است که در خاور دور روسیه واقع شده. این منطقه توسط دریای سیبری شرقی و اقیانوس منجمد شمالی در شمال دریای اختسک محصور شده‌است. نام این منطقه از رود کولیما و منطقه کوهستانی آن -که بخش‌هایی از آن تا سال ۱۹۲۶ کشف نشده بود- گرفته شده. این منطقه تقریباً شامل استان ماگادان و ناحیه خودگردان چوکوتکا در زمان حال می‌شود.
در قسمت‌هایی از این منطقه که داخل مدار شمالگان قرار دارند، دارای آب و هوای نیمه قطبی و دارای زمستان‌های بسیار سرد شش‌ماهه‌اند. توندرا و خاک‌های پرمافروستی بخش بزرگی از منطقه را می‌پوشانند. میانگین دما در زمستان -۱۹°C تا -۳۸°C (در داخل منطقه حتی کمتر) و در تابستان +۳ تا +۱۶ درجه می‌باشد. این منطقه از نظر ذخایر طلا، نقره، قلع، تنگستن، جیوه، مس، آنتیموان، زغال سنگ، نفت، گاز طبیعی و تورب بسیار غنی است؛ ۲۹ نقطه محتمل برای ذخایر نفت و گاز در دریای دریای اختسک شناسایی شده. بر طبق تخمین‌ها، سه و نیم میلیون تن سوخت در این منطقه وجود دارد، که که یک میلیون و دویست هزار تن از آن نفت، و یک و نیم میلیون متر مکعب گاز است.
مهمترین شهر منطقه، ماگادان است؛ شهری با جمعیت نزدیک به صدهزار نفر و بزرگترین شهر شمال شرقی روسیه. این شهر ناوگان عظیمی از کشتی‌های ماهیگیری را در طول مسیرهایی که طی سال توسط موج شکن‌ها باز شده، دارد. این شهر توسط فرودگاه سوکول تأمین می‌شود. اکثر مردم و همین‌طور سازمان‌های این شهر در کشاورزی فعالیت می‌کنند. فعالیت‌های صنعتی اصلی این منطقه شامل معادن طلا، کارخانه‌های ساخت سوسیس و پاستا، کارخانه‌های تقطیر و شرکت‌ها ماهیگیری می‌باشد.
در زمان ژوزف استالین، منطقه کولیما به بدنام‌ترین منطقه برای اردوگاه‌های کار اجباری گولاگ تبدیل شد. ده‌ها هزار نفر از سال ۱۹۳۲ تا ۱۹۵۴ در معادن طلا، راهسازی، برداشت الوار، ساخت کمپ‌ها ویا حتی در راه رسیدن به منطقه مردند. شهرت این منطقه به دلیل توصیف آن توسط آلکساندر سولژنیتسین -نویسنده کتاب "مجمع الجزایر گولاگ"- با عنوان "قطب سرما و خشونت" است.